# Шахова олімпіада 1972

Офіційна емблема 20-ї шахової Олімпіади (5-ї жіночої та 20-ї чоловічої)

20 шахова Олімпіада проходила з 18 вересня по 13 жовтня 1972 року в Скоп'є (Македонія, Югославія). Місто вперше в історії стало організатором відразу двох шахових олімпіад — XX чоловічої і V жіночої. Скоп'є в липні 1963 року перенесло сильний землетрус і було повністю зруйноване. За порівняно короткий строк (близько 10 років) Скоп'є відбудували майже заново. Весь світ допомагав місту й воно стало символом міжнародної солідарності.

## Організація
Ще під час розробки проекту відновлення міста було заплановано створення виставкового комплексу. Рішення ФІДЕ про проведення в Скоп'є чергової XX Олімпіади викликало необхідність будівництва спеціального олімпійського селища, яке складалося з 80 котеджів та одного сучасного готелю «Панорама». Другий готель — «Континенталь» — було споруджено раніше неподалік від трьох виставкових павільйонів, які на час змагань були переобладнані в ігрові приміщення двох олімпіад. В одному з них грали жінки, а в двох — чоловіки. Поруч з турнірним приміщенням було обладнано прес-центр для 250 акредитованих журналістів. Тут же розмістилися поштові і традиційні кіоски сувенірів, а також книжкові магазини з шаховою літературою. В одному з кіосків було виставлено найдорожчий сувенір — чудовий шаховий комплект, виготовлений з білого і фіолетового кришталю.
Олімпіада в Скоп'є стала одним з грандіозних заходів в історії шахових змагань, на які приїхала рекордна кількість країн, учасників, гостей та обслуговчого персоналу. Організація турніру потребувала значних зусиль і коштів. Велику допомогу організаторам надала держава й особисто президент Тіто, який став почесним організатором XX Олімпіади. За два роки підготовки до змагання оргкомітет, очолюваний енергійним директором І. Івановським, виконав колосальну роботу. Організація була проста, але продумана до деталей. Єдиним слабким місцем організації був спецбюлетень, який виходив регулярно, але з помилками і неточностями.
У приміщеннях, де проходили змагання, встановили великі демонстраційні шахівниці, які завжди були в центрі уваги численних глядачів. Щодня Олімпіаду відвідувало близько 2000 чоловік (всього було продано 40 000 квитків). За кількістю країн-учасниць XX Олімпіада стала рекордною — 63.

## Склади команд
В Скоп'є приїхало близько 40 гросмейстерів і кілька десятків міжнародних майстрів. Серед них — екс-чемпіони світу Петросян (він очолював команду СРСР), Таль, Смислов. Однак не всі команди прибули в найсильніших складах. У команді СРСР не було Спаського, який щойно закінчив матч на першість світу з Фішером. Американці приїхали в Скоп'є без свого нового чемпіона світу, а також Решевського, Ломбарді та Еванса. Фішер за свою участь вимагав заплатити 150 000 доларів, менші гонорари (20 000 доларів) запросили Ломбарді та Еванс. Однак їх запити не були задоволені, і вони залишилися дома. Майже дублюючим складом приїхала аргентинська команда — без Найдорфа, Панно й Сангінетті. В команді ФРН не грали Унцікер і Шмід, у датчан — Б. Ларсен, у бразильців — Мекінг, в ісландців — Олафссон, у бельгійців — О.Келлі, який виконував тут обов'язки капітана... французької команди. У зв'язку з відсутністю досвідчених шахістів їхні місця зайняла молодь. Дебютанти з'явилися в команді СРСР (Карпов, Савон), Угорщини (Сакс), Югославії (Любоєвич, Рукавина), НДР (Кнаак, Рогт), команду ФРН вперше очолив Хюбнер. Не всі вони виступали вдало. Це закономірно — відбувався процес омолодження команд.

## Регламент
Вранці 18 вересня головний суддя XX Олімпіади, президент ФІДЕ М. Ейве та його заступники О. Котов і Б. Рабар провели розподіл команд на півфінальні групи.
Було прийнято рішення поділити 63 команди - учасниці на вісім півфіналів. Розподіл на групи вперше здійснювався за допомогою комп'ютера на основі середнього коефіцієнта команд за системою Ело. Найбільші коефіцієнти мали команди СРСР, Югославії, Угорщини, ФРН, Чехословаччини, НДР, Болгарії та США. Всі вони очолили півфінальні групи. По дві команди з кожного півфіналу склали чотири фінали по 15—16 команд, де й розігрувалися всі 63 місця XX Олімпіади. Слід зазначити, що в Скоп'є за пропозицією організаторів і за згодою президента ФІДЕ результати півфінальних матчів, як це було в Лугано і Зігені, не зараховувалися у фіналі. Потім відбулося жеребкування півфінальних груп. Лише перед початком 1-го туру прибули шахісти Болівії і Сирії. До речі, команда Сирії, як і Уельсу, Іраку і Малайзії, дебютувала на XX Олімпіаді.

## Відкриття
Увечері того самого дня в приміщенні нового Універсального залу Скоп'є, який завжди використовували для нарад і концертів, відбулося урочисте відкриття XX шахової Олімпіади.
Наступного дня, 19 вересня, почалися перші шахові баталії. Уже через півтори години гри стало відомо, що болгарин Радулов на 24-му ході переміг Ель-Хасані з Іраку. Незабаром визнала свою поразку і Сюзанна Груммер з команди Віргінських островів — єдина жінка на чоловічій XX Олімпіаді. Вона поздоровила з перемогою румуна Унгуряну. Олімпіада вступила в свої права.

## Півфінали

### Група А
У першому півфіналі поза конкуренцією була команда СРСР, яка в підсумку на 7 очок випередила данців, які завоювали другу путівку у фінал А.
- Очки — сума набраних очок усіма шахістами (1 за перемогу шахіста, ½ за нічию, 0 — за поразку);
- КО — неофіційні командні очки (КПер — перемога команди, КНіч — нічия, КПор —поразка), набрані всією командою (2 за перемогу команди, 1 — нічия, 0 — поразка).

| Місце | Команда                  | 1  | 2  | 3 | 4  | 5  | 6  | 7  | Очки | КО | КПер | КНіч | КПор |
| ----- | ------------------------ | -- | -- | - | -- | -- | -- | -- | ---- | -- | ---- | ---- | ---- |
| 1     | СРСР                     | ×  | 3½ | 4 | 2½ | 4  | 4  | 4  | 22   | 12 | 6    | 0    | 0    |
| 2     | Данія                    | ½  | ×  | 3 | 2  | 2½ | 3  | 4  | 15   | 9  | 4    | 1    | 1    |
| 3     | Бельгія                  | 0  | 1  | × | 3  | 3  | 3½ | 3½ | 14   | 8  | 4    | 0    | 2    |
| 4     | Куба                     | 1½ | 2  | 1 | ×  | 2½ | 2½ | 3½ | 13   | 7  | 3    | 1    | 2    |
| 5     | Фінляндія                | 0  | 1½ | 1 | 1½ | ×  | 4  | 3½ | 11½  | 4  | 2    | 0    | 4    |
| 6     | Домініканська Республіка | 0  | 1  | ½ | 1½ | 0  | ×  | 3  | 6    | 2  | 1    | 0    | 5    |
| 7     | Люксембург               | 0  | 0  | ½ | ½  | ½  | 1  | ×  | 2½   | 0  | 0    | 0    | 6    |

### Група В
У другому півфіналі винуватцем сенсації ледь не стала команда Перу, яка виступала досить успішно. Вона до останнього туру претендувала на друге місце. Однак в останньому турі в матчі з югославами перуанці не витримали напруження боротьби і зазнали поразки. Це дало можливість команді Швейцарії після перемоги над бразильцями наздогнати перуанців і за системою коефіцієнтів Бергера (решта показників команд була рівною) вийти у фінал А. Радість швейцарських шахістів з цього приводу можна було зрозуміти: останній раз у головному фіналі вони грали 14 років тому на XIII Олімпіаді. Перемогу у півфіналі здобула команда Югославії, правда, менш переконливо, ніж очікувалося. Свідченням цього є нічия з командою Швейцарії і сенсаційна поразка Матановича від сірїйця Нашіда.
| Місце | Команда   | 1 | 2  | 3  | 4  | 5  | 6  | 7  | 8  | Очки | КО | КПер | КНіч | КПор |
| ----- | --------- | - | -- | -- | -- | -- | -- | -- | -- | ---- | -- | ---- | ---- | ---- |
| 1     | Югославія | × | 2  | 3½ | 3  | 3  | 4  | 3  | 4  | 22½  | 13 | 6    | 1    | 0    |
| 2     | Швейцарія | 2 | ×  | 2  | 1½ | 2½ | 3½ | 3½ | 4  | 19   | 10 | 4    | 2    | 1    |
| 3     | Перу      | ½ | 2  | ×  | 2  | 2½ | 4  | 4  | 4  | 19   | 10 | 4    | 2    | 1    |
| 4     | Англія    | 1 | 2½ | 2  | ×  | 3  | 2½ | 3½ | 4  | 18½  | 11 | 5    | 1    | 1    |
| 5     | Бразилія  | 1 | 1½ | 1½ | 1  | ×  | 3½ | 4  | 3  | 15½  | 6  | 3    | 0    | 4    |
| 6     | Японія    | 0 | ½  | 0  | 1½ | ½  | ×  | 2½ | 3  | 8    | 4  | 2    | 0    | 5    |
| 7     | Сирія     | 1 | ½  | 0  | ½  | 0  | 1½ | ×  | 1½ | 5    | 0  | 0    | 0    | 7    |
| 8     | Кіпр      | 0 | 0  | 0  | 0  | 1  | 1  | 2½ | ×  | 4½   | 2  | 1    | 0    | 6    |

### Група С
У третьому півфіналі найкращою була команда Угорщини. Вона перемогла в шести матчах і лише в зустрічі з польською командою зіграла внічию.
| Місце | Команда   | 1 | 2  | 3  | 4  | 5  | 6  | 7  | 8  | Очки | КО | КПер | КНіч | КПор |
| ----- | --------- | - | -- | -- | -- | -- | -- | -- | -- | ---- | -- | ---- | ---- | ---- |
| 1     | Угорщина  | × | 2  | 3  | 3½ | 3  | 4  | 4  | 4  | 23½  | 13 | 6    | 1    | 0    |
| 2     | Польща    | 2 | ×  | 2½ | 3  | 4  | 3  | 4  | 3½ | 22   | 13 | 6    | 1    | 0    |
| 3     | Норвегія  | 1 | 1½ | ×  | 3½ | 3  | 3½ | 3½ | 4  | 20   | 10 | 5    | 0    | 2    |
| 4     | Індонезія | ½ | 1  | ½  | ×  | 3½ | 3  | 4  | 3  | 15½  | 8  | 4    | 0    | 3    |
| 5     | Шотландія | 1 | 0  | 1  | ½  | ×  | 3½ | 2½ | 3  | 11½  | 6  | 3    | 0    | 4    |
| 6     | Болівія   | 0 | 1  | ½  | 1  | ½  | ×  | 2  | 3  | 8    | 3  | 1    | 1    | 5    |
| 7     | Марокко   | 0 | 0  | ½  | 0  | 1½ | 2  | ×  | 2½ | 6½   | 3  | 1    | 1    | 5    |
| 8     | Ліван     | 0 | ½  | 0  | 1  | 1  | 1  | 1½ | ×  | 5    | 0  | 0    | 0    | 7    |

### Група D
Четвертий півфінал почався сенсаційною поразкою (0:4) аргентинців від команди ФРН. Після цього західнонімецька команда здобула ще шість переконливих перемог і в підсумку добилася найкращого результату півфіналів. Друге місце посіла команда Аргентини, яка виграла дуже важливий матч у команди Ісландії.
| Місце | Команда       | 1 | 2  | 3  | 4  | 5  | 6  | 7  | 8  | Очки | КО | КПер | КНіч | КПор |
| ----- | ------------- | - | -- | -- | -- | -- | -- | -- | -- | ---- | -- | ---- | ---- | ---- |
| 1     | ФРН           | × | 4  | 3½ | 4  | 3  | 3½ | 3  | 4  | 25   | 14 | 7    | 0    | 0    |
| 2     | Аргентина     | 0 | ×  | 3  | 2½ | 2  | 4  | 3  | 4  | 18½  | 11 | 5    | 1    | 1    |
| 3     | Ісландія      | ½ | 1  | ×  | 2½ | 3½ | 3  | 3½ | 3½ | 17½  | 10 | 5    | 0    | 2    |
| 4     | Греція        | 0 | 1½ | 1½ | ×  | 3  | 1½ | 2½ | 4  | 14   | 6  | 3    | 0    | 4    |
| 5     | Нова Зеландія | 1 | 2  | ½  | 1  | ×  | 2  | 3  | 4  | 13½  | 6  | 2    | 2    | 3    |
| 6     | Мексика       | ½ | 0  | 1  | 2½ | 2  | ×  | 2  | 3  | 11   | 6  | 2    | 2    | 3    |
| 7     | Франція       | 1 | 1  | ½  | 1½ | 1  | 2  | ×  | 3½ | 10½  | 3  | 1    | 1    | 5    |
| 8     | Гернсі        | 0 | 0  | ½  | 0  | 0  | 1  | ½  | ×  | 2    | 0  | 0    | 0    | 7    |

### Група Е
У п'ятому півфіналі впевнено перемогла команда Чехословаччини, лише один матч вона закінчила внічию з португальцями (Смейкал програв Дурао свою, як згодом виявилося, єдину партію). За друге місце боролися команди Іспанії, МНР і Португалії. За 2 тури до закінчення другими йшли португальці, але фініш іспанської команди був настільки потужним (8 з 8), що вивів її на друге місце.
| Місце | Команда        | 1 | 2  | 3  | 4  | 5  | 6  | 7  | 8  | Очки | КО | КПер | КНіч | КПор |
| ----- | -------------- | - | -- | -- | -- | -- | -- | -- | -- | ---- | -- | ---- | ---- | ---- |
| 1     | Чехословаччина | × | 3  | 3½ | 3  | 2  | 4  | 4  | 4  | 23½  | 13 | 6    | 1    | 0    |
| 2     | Іспанія        | 1 | ×  | 2½ | 2½ | 4  | 1½ | 4  | 4  | 19½  | 10 | 5    | 0    | 2    |
| 3     | Монголія       | ½ | 1½ | ×  | 2  | 3½ | 2½ | 4  | 3½ | 17½  | 9  | 4    | 1    | 2    |
| 4     | Ізраїль        | 1 | 1½ | 2  | ×  | 2  | 3  | 3½ | 4  | 17   | 8  | 3    | 2    | 2    |
| 5     | Португалія     | 2 | 0  | ½  | 2  | ×  | 2½ | 3½ | 3  | 13½  | 8  | 3    | 2    | 2    |
| 6     | Ірландія       | 0 | 2½ | 1½ | 1  | 1½ | ×  | 3  | 3  | 12½  | 6  | 3    | 0    | 4    |
| 7     | Гонконг        | 0 | 0  | 0  | ½  | ½  | 1  | ×  | 3½ | 5½   | 2  | 1    | 0    | 6    |
| 8     | Малайзія       | 0 | 0  | ½  | 0  | 1  | 1  | ½  | ×  | 3    | 0  | 0    | 0    | 7    |

### Група F
У шостому півфіналі всю дистанцію впевнено лідирувала команда НДР. Також успішно зіграла шведська команда, яка посіла друге місце і вперше після 1954 року (XI Олімпіада) ввійшла у головний фінал. До речі, шведам і датчанам як незмінним учасникам всіх без винятку двадцяти олімпіад було вручено спеціальні призи організаторів — витончені шахові комплекти з порцеляни.
| Місце | Команда   | 1  | 2  | 3  | 4  | 5  | 6  | 7  | 8  | Очки | КО | КПер | КНіч | КПор |
| ----- | --------- | -- | -- | -- | -- | -- | -- | -- | -- | ---- | -- | ---- | ---- | ---- |
| 1     | НДР       | ×  | 3  | 2½ | 3  | 3½ | 3½ | 4  | 4  | 23½  | 14 | 7    | 0    | 0    |
| 2     | Швеція    | 1  | ×  | 2½ | 2  | 3½ | 4  | 3  | 4  | 20   | 11 | 5    | 1    | 1    |
| 3     | Канада    | 1½ | 1½ | ×  | 2½ | 3½ | 2½ | 2½ | 4  | 18   | 10 | 5    | 0    | 2    |
| 4     | Італія    | 1  | 2  | 1½ | ×  | 2½ | 2½ | 4  | 3½ | 17   | 9  | 4    | 1    | 2    |
| 5     | Уельс     | ½  | ½  | ½  | 1½ | ×  | 2½ | 3  | 3  | 11½  | 6  | 3    | 0    | 4    |
| 6     | Туреччина | ½  | 0  | 1½ | 1½ | 1½ | ×  | 1½ | 3½ | 10   | 2  | 1    | 0    | 6    |
| 7     | Сінгапур  | 0  | 1  | 1½ | 0  | 1  | 2½ | ×  | 3  | 9    | 4  | 2    | 0    | 5    |
| 8     | Мальта    | 0  | 0  | 0  | ½  | 1  | ½  | 1  | ×  | 3    | 0  | 0    | 0    | 7    |

### Група G
Спокійно проходила боротьба і в сьомому півфіналі. Фаворити — команди Болгарії та Голландії — лідирували з перших турів.
| Місце | Команда     | 1  | 2  | 3  | 4  | 5  | 6  | 7  | 8 | Очки | КО | КПер | КНіч | КПор |
| ----- | ----------- | -- | -- | -- | -- | -- | -- | -- | - | ---- | -- | ---- | ---- | ---- |
| 1     | Болгарія    | ×  | 1½ | 3  | 2  | 2½ | 3½ | 4  | 4 | 20½  | 11 | 5    | 1    | 1    |
| 2     | Нідерланди  | 2½ | ×  | 2  | 2½ | 3  | 2  | 4  | 4 | 20   | 12 | 5    | 2    | 0    |
| 3     | Албанія     | 1  | 2  | ×  | 2½ | 3½ | 3½ | 4  | 3 | 19½  | 11 | 5    | 1    | 1    |
| 4     | Колумбія    | 2  | 1½ | 1½ | ×  | 2  | 3½ | 2½ | 3 | 16   | 8  | 3    | 2    | 2    |
| 5     | Австралія   | 1½ | 1  | ½  | 2  | ×  | 4  | 3  | 4 | 16   | 7  | 3    | 1    | 3    |
| 6     | Пуерто-Рико | ½  | 2  | ½  | ½  | 0  | ×  | 4  | 3 | 10½  | 5  | 2    | 1    | 4    |
| 7     | Ірак        | 0  | 0  | 0  | 1½ | 1  | 0  | ×  | 3 | 5½   | 2  | 1    | 0    | 6    |
| 8     | Андорра     | 0  | 0  | 1  | 1  | 0  | 1  | 1  | × | 4    | 0  | 0    | 0    | 7    |

### Група Н
Найгостріша ситуація склалася у восьмому півфіналі. Тут порушником спокою була команда Філіппін, яка до останнього туру серйозно претендувала на вихід у головний фінал. Ситуація прояснилася лише в останньому турі, коли румуни з рахунком 4:0 обіграли команду Фарерських островів. Тепер філіппінцям треба було виграти в американців з рахунком 3:1. Це було їм не під силу. Матч закінчився внічию. Єдиною втіхою для філіппінської команди було лише те, що вона, як і переможці, не програла в півфіналі жодного матчу.
| Місце | Команда                         | 1 | 2 | 3 | 4  | 5  | 6  | 7  | 8  | Очки | КО | КПер | КНіч | КПор |
| ----- | ------------------------------- | - | - | - | -- | -- | -- | -- | -- | ---- | -- | ---- | ---- | ---- |
| 1     | США                             | × | 2 | 2 | 3  | 3½ | 3  | 4  | 4  | 21½  | 12 | 5    | 2    | 0    |
| 2     | Румунія                         | 2 | × | 2 | 2  | 3  | 3½ | 4  | 4  | 20½  | 11 | 4    | 3    | 0    |
| 3     | Філіппіни                       | 2 | 2 | × | 2  | 3½ | 2  | 4  | 4  | 19½  | 10 | 3    | 4    | 0    |
| 4     | Австрія                         | 1 | 2 | 2 | ×  | 3½ | 2  | 2½ | 3½ | 16½  | 9  | 3    | 3    | 1    |
| 5     | Туніс                           | ½ | 1 | ½ | ½  | ×  | 4  | 3  | 4  | 13½  | 6  | 3    | 0    | 4    |
| 6     | Іран                            | 1 | ½ | 2 | 2  | 0  | ×  | 4  | 3½ | 13   | 6  | 2    | 2    | 3    |
| 7     | Фарерські острови               | 0 | 0 | 0 | 1½ | 1  | 0  | ×  | 4  | 6½   | 2  | 1    | 0    | 6    |
| 8     | Американські Віргінські Острови | 0 | 0 | 0 | ½  | 0  | ½  | 0  | ×  | 1    | 0  | 0    | 0    | 7    |

## Фінали
Увечері 26 вересня суддівська колегія провела жеребкування фіналів, 1-й тур відбувся 27 вересня. У розпорядженні учасників фіналу був центральний зал. У півфіналах у ньому грало 30 команд, тепер же тут боролися за перемогу тільки 16 найсильніших. Стало більше простору і для учасників, і для глядачів.

### Фінал А
Уже в 1-му турі жереб звів двох фаворитів - команди СРСР та Угорщини. Це був центральний матч туру. Ні дощ, ні холодна погода не змогли зупинити глядачів. Уже до початку туру перші 5—6 рядів амфітеатру були заповнені, до того ж найбільше глядачів розмістилося на лівому і правому крилі амфітеатру, а середина була порожня. Причина проста: на одному боці залу відбувався матч Югославія — Швейцарія, на другому — СРСР — Угорщина. Команди виставили на матч найсильніші склади. Угорські шахісти завжди були «міцним горішком». Саме вони в 1956 році в Москві завдали першої поразки збірній СРСР на олімпіадах. У Скоп'є, через 16 років, вони повторили цей успіх. Перемога угорської команди (2,5 : 1,5) ще більше загострила інтерес до фіналу. Третій фаворит — югослави — легко обіграли команду Швейцарії.
У 2-му турі шахісти СРСР перемогли команду ФРН. На превеликий жаль місцевої публіки, в цьому турі югославську команду спіткала невдача в матчі з чехами.
В третьому турі угорці і югослави — здобули переконливі перемоги у матчах з командами НДР та Данії і очолили турнірну таблицю.
У 4-му турі у матчі з болгарською командою невдача спіткала молодого Карпова, який програв Падєвському. У підсумку мінімальна перемога СРСР. Югослави та угорці в цьому турі зуміли збільшити свій відрив, здобувши перемоги (3:1) над командами Голландії і Польщі. Першої поразки зазнали американці в матчі з датчанами.
У 5-му турі команда СРСР перемогла шахістів НДР — 3,5:0,5. Упевнено продовжувала виступати югославська команда, в якій чудову гру демонстрував молодий Любоєвич. У матчі з американцями він легко переміг Бенко і набрав 9,5 очка із 10. Успіх молодого колеги підтримав Глігорич у партії з Кавалеком, і югослави перемогли — 3:1. А угорці зазнали першої поразки в матчі з шведами, їхній лідер Портіш швидко програв 20-річному Андерсону. Як потім з'ясувалося, це була єдина поразка Портіша на XX Олімпіаді.
Чергові 2 тури істотних змін не внесли, збірна СРСР вийшла на третє місце, наблизившись до угорської команди після перемог над поляками і шведами. Восьмий тур став переломним у боротьбі за перемогу на турнірі. Команди Югославії та Угорщини закінчили свої матчі внічию відповідно з румунами і датчанами, водночас збірна СРСР вперше з рахунком 4:0 перемогла швейцарців. Цей успіх дав можливість команді обійти угорців і впритул наблизитися до лідера — команди Югославії. Тепер їх розділяло лише пів очка.
У 9-му турі шахісти СРСР зустрічалися з командою Чехословаччини. Після впертої боротьби на всіх чотирьох шахівницях була зафіксована нічия. Але навіть нічийний результат цього матчу дав можливість команді СРСР вперше наздогнати лідера, оскільки югослави зазнали другої у фіналі поразки, цього разу в принциповому матчі з угорцями. Долю цієї зустрічі, що викликала великий інтерес, вирішила партія лідерів. Глігорич, перебуваючи в цейтноті, втратив якість і визнав себе переможеним у партії з Портішем. 
Напруження на турнірі досягло свого апогею. 6 жовтня на турнірі був вихідний день. Представники і капітани всіх команд, керівники ФІДЕ, екс-чемпіони світу і ряд почесних гостей вранці вилетіли в Белград на прийом, який влаштував президент Тіто у зв'язку з XX Олімпіадою.
Наступного дня в Скоп'є відбулася церемонія закладання Олімпійського парку на честь XX чоловічої і V жіночої олімпіад. Центральна алея була задумана як алея чемпіонів світу серед чоловіків, жінок і юнаків. Після урочистого мітингу делегація кожної країни - учасниці посадила свої дерева, а чемпіони світу — свої саджанці. За покійних і відсутніх чемпіонів цю місію виконали представники їхніх країн або члени ФІДЕ. Так було закладено живий пам'ятник незабутній події, якою була для Скоп'є XX Олімпіада.
Увечері учасники сіли за шахівниці, щоб продовжити турнірну боротьбу. Центральною зустріччю 10-го туру був матч Югославія — ФРН. Хюбнер, який прекрасно грав на XX Олімпіаді, завдав поразки Глігоричу. Закінчити матч внічию допоміг югославам Матанович, який обіграв на 4-й шахівниці Хехта. Команда СРСР — здобула переконливу перемогу над датчанами. Після цієї перемоги вперше шахісти СРСР стали одноосібними лідерами, випереджаючи югославів на півтора очка.
Коли грався 11-й тур, у турнірний зал пройти було дуже важко. Біля входу товпився народ, як перед стадіоном у дні вирішальних футбольних зустрічей. У цьому турі зустрічалися лідери. Однак результат матчу розчарував численних югославських шанувальників шахів. Їхня команда програла. Все вирішувала партія на 3-й шахівниці: в обопільно-гострій позиції Любоєвич помилився і зазнав першої поразки від Смислова. Угорці закінчили свій матч з іспанцями з рахунком 3,5:0,5 і вийшли на друге місце:
- 1)СРСР — 30,5;
- 2)Угорщина — 29,5;
- 3)Югославія — 28;

Черговий, 12-й тур показав, що югославська команда втомилася від нервової боротьби за лідерство. Знову зазнав поразки Глігорич від Бобоцова. Лише молодий Любоєвич реабілітував себе за поразку від Смислова в партії з Тринговим. У підсумку матч Югославія — Болгарія закінчився внічию. Угорці знову вигравали матч за матчем і стали основними суперниками команди СРСР. У цьому турі вони з «сухим» рахунком обіграли аргентинців, до того ж Чом набрав у фіналі уже сім очок підряд.
СРСР зустрічався з американцями. На попередніх олімпіадах зустріч цих команд викликала великий інтерес у глядачів. Але цього разу американці грали в послабленому складі, і радянські шахісти легко (3:1) перемогли.
Перед 13-м туром лідерів знову було двоє — команди Угорщини та СРСР. У цьому турі збірна СРСР грала з іспанцями, угорська — з румунами. Уже до контролю стало зрозуміло, що СРСР переконливо обіграє іспанців. Угорці, як і очікувалося, зустріли серйозний опір румунської команди. Лише Білеку вдалося перемогти Чокилтя. Знову між лідерами розрив в одне очко. Югослави залишилися далеко позаду.
Чотирнадцятий тур максимально загострив ситуацію в боротьбі за золоті медалі. Збірна СРСР на всіх шахівницях закінчила внічию свій поєдинок з командою Аргентини. Водночас назрівала переконлива перемога угорської команди над голландцями. Однак перед контролем помиляється Форінтош і програє Реє. У підсумку рахунок 2,5:1,5, й угорцям таким чином вдалося скоротити розрив до пів очка. Становище команд перед останнім туром:
- 1) СРСР — 39;
- 2) Угорщина — 38,5;
- 3) Югославія — 35,5;
- 4—5) ФРН — 33;
- 4—5) Чехословаччина — 33;

Останній тур грався 12 жовтня. Вперше після Олімпіади 1952 року в останньому турі вирішувалося питання про переможця турніру. Все залежало від результату матчів СРСР — Румунія та Угорщина — ФРН. Якщо кількість очок буде однакова, чемпіоном стане угорська збірна, оскільки матчеві показники команд однакові, але в угорців — перемога в особистій зустрічі. Команда ФРН вийшла на матч з угорцями без своїх головних сил — Хюбнера і Дарги. Проте угорським шахістам не вдалося перемогти дещо послаблену західнонімецьку команду. Лише Ріблі подолав опір Кестлера. Чом, який вдало грав у фіналі, зазнав поразки від Дюбаля. Натомість команда СРСР провела матч з румунськими шахістами досить впевнено і перемогла з рахунком 3:1.
Успіх у ювілейній, XX Олімпіаді став одинадцятим підряд переможним сходженням команди СРСР на п'єдестал пошани. Цей успіх прийшов після винятково напруженої боротьби з швидко прогресуючою молодою угорською командою. Блискуче виступив екс-чемпіон світу Таль, який показав абсолютно найкращий результат на XX Олімпіаді (+12—0=4), і дебютант Карпов (+12—1=2), який завоював у Скоп'є великі симпатії. Добре зіграли Петросян (+6—1=9), Смислов (+8—0=6), дещо випадав з ансамблю Савон (+3—2=3).
Віце-чемпіон Олімпіади — команда Угорщини — продемонструвала сильну і рівну гру. Команда в Скоп'є являла собою монолітний сплав досвіду та молодості й показала, що в неї є всі задатки, щоб незабаром добути для своєї країни золотий Кубок ФІДЕ. Серйозну перевірку витримали молоді Ріблі (+9—0=8), Чом (+9—1=5) і Сакс (+8—1=1). Високий клас підтвердили досвідчені Портіш (+8—1=8) і Білек (+7—0=9), і тільки Форінтош зіграв не зовсім впевнено (+4—2=7).
Незважаючи на завоювання бронзових медалей, зовсім засмучена була югославська команда. Фініш югославів був маловиразним. У команді відзначилися молодий Любоєвич (+13—1=5) і Матулович (+9—0=9). Солідно грав Івков (+6—0=12), а ось Глігорич (+8—4=3), Матанович (+3—1=8) і особливо Рукавина (+2—2=2) були не в найкращій формі.
Успішно зіграла команда Чехословаччини, яка після 18-річної перерви посіла четверте місце. В цьому насамперед заслуга лідера Горта (+11—0=7) і решти основних учасників команди: Смейкала (+7-1=11), Філіпа (+4-1=12) і Янси (+9-1=8).
У команді ФРН чудово зіграв Хюбнер (+12—0=6), який добився найкращого результату на 1-й шахівниці як у фіналі, так і в загальному заліку.
| Місце | Команда        | 1  | 2  | 3  | 4  | 5  | 6  | 7  | 8  | 9  | 10 | 11 | 12 | 13 | 14 | 15 | 16 | Очки | КО | КПер | КНіч | КПор |
| ----- | -------------- | -- | -- | -- | -- | -- | -- | -- | -- | -- | -- | -- | -- | -- | -- | -- | -- | ---- | -- | ---- | ---- | ---- |
| 1     | СРСР           | ×  | 1½ | 2½ | 2  | 2½ | 2½ | 3  | 2½ | 3  | 3½ | 3½ | 3  | 3½ | 2  | 3  | 4  | 42   | 26 | 12   | 2    | 1    |
| 2     | Угорщина       | 2½ | ×  | 2½ | 2½ | 2  | 2½ | 2½ | 2½ | 2½ | 3½ | 3½ | 3  | 2  | 4  | 1½ | 3½ | 40½  | 26 | 12   | 2    | 1    |
| 3     | Югославія      | 1½ | 1½ | ×  | 1½ | 2  | 2  | 2  | 3  | 3  | 2½ | 3  | 3  | 3½ | 3  | 2½ | 4  | 38   | 21 | 9    | 3    | 3    |
| 4     | Чехословаччина | 2  | 1½ | 2½ | ×  | 1½ | 2½ | 2½ | 2½ | 2  | 1½ | 1½ | 2½ | 3½ | 2½ | 4  | 3  | 35½  | 20 | 9    | 2    | 4    |
| 5     | ФРН            | 1½ | 2  | 2  | 2½ | ×  | 2½ | 2½ | 2½ | 2½ | 2½ | 2½ | 2  | 2  | 3  | 2  | 3  | 35   | 23 | 9    | 5    | 1    |
| 6     | Болгарія       | 1½ | 1½ | 2  | 1½ | 1½ | ×  | 2½ | 3  | 2½ | 2½ | 2  | 2½ | 2½ | 2  | 2½ | 2  | 32   | 18 | 7    | 4    | 4    |
| 7     | Румунія        | 1  | 1½ | 2  | 1½ | 1½ | 1½ | ×  | 2  | 2  | 3  | 2½ | 2½ | 2½ | 3½ | 2  | 2½ | 31½  | 16 | 6    | 4    | 5    |
| 8     | Нідерланди     | 1½ | 1½ | 1  | 1½ | 1½ | 1  | 2  | ×  | 2½ | 3  | 3  | 2  | 2½ | 1½ | 2  | 2½ | 29   | 13 | 5    | 3    | 7    |
| 9     | США            | 1  | 1½ | 1  | 2  | 1½ | 1½ | 2  | 1½ | ×  | 2½ | 3  | 3  | 1½ | 2½ | 2½ | 2  | 29   | 13 | 5    | 3    | 7    |
| 10    | НДР            | ½  | ½  | 1½ | 2½ | 1½ | 1½ | 1  | 1  | 1½ | ×  | 2½ | 2  | 2  | 3  | 4  | 2½ | 27½  | 12 | 5    | 2    | 8    |
| 11    | Іспанія        | ½  | ½  | 1  | 2½ | 1½ | 2  | 1½ | 1  | 1  | 1½ | ×  | 2  | 3½ | 3  | 1½ | 3  | 26   | 10 | 4    | 2    | 9    |
| 12    | Польща         | 1  | 1  | 1  | 1½ | 2  | 1½ | 1½ | 2  | 1  | 2  | 2  | ×  | 2  | 2  | 2  | 2  | 24½  | 8  | 0    | 8    | 7    |
| 13    | Данія          | ½  | 2  | ½  | ½  | 2  | 1½ | 1½ | 1½ | 2½ | 2  | ½  | 2  | ×  | 2  | 2½ | 1½ | 23   | 9  | 2    | 5    | 8    |
| 14    | Аргентина      | 2  | 0  | 1  | 1½ | 1  | 2  | ½  | 2½ | 1½ | 1  | 1  | 2  | 2  | ×  | 2½ | 2  | 22½  | 9  | 2    | 5    | 8    |
| 15    | Швеція         | 1  | 2½ | 1½ | 0  | 2  | 1½ | 2  | 2  | 1½ | 0  | 2½ | 2  | 1½ | 1½ | ×  | 1  | 22½  | 8  | 2    | 4    | 9    |
| 16    | Швейцарія      | 0  | ½  | 0  | 1  | 1  | 2  | 1½ | 1½ | 2  | 1½ | 1  | 2  | 2½ | 2  | 3  | ×  | 21½  | 8  | 2    | 4    | 9    |

### Фінал В
У фіналі В перемогла англійська команда.
У 8-му турі тут трапився інцидент. Шахісти Албанії через політичні мотиви не з'явились на матч з командою Ізраїлю. Після того як суддівська колегія запропонувала зіграти їм цей матч, албанці вирішили залишити XX Олімпіаду. Рішенням суддівської колегії матчі, які вони зіграли, були кваліфіковані як товариські.
| Місце | Команда   | 17 | 18 | 19 | 20 | 21 | 22 | 23 | 24 | 25 | 26 | 27 | 28 | 29 | 30 | 31 | КПор | Очки | КО | КПер | КНіч | КПор |
| ----- | --------- | -- | -- | -- | -- | -- | -- | -- | -- | -- | -- | -- | -- | -- | -- | -- | ---- | ---- | -- | ---- | ---- | ---- |
| 17    | Англія    | ×  | 2½ | 2  | 2½ | 3  | 2  | 2½ | 3½ | 2½ | 3½ | 3  | 3  | 3  | 1½ | 2½ | 2½   | 37   | 24 | 11   | 2    | 1    |
| 18    | Ізраїль   | 1½ | ×  | 3  | 1½ | 3½ | 2  | 2½ | 3  | 2  | 3½ | 2½ | 3  | 3½ | 3  | 2  | 4    | 36½  | 21 | 9    | 3    | 2    |
| 19    | Канада    | 2  | 1  | ×  | 1  | 2½ | 2½ | 2  | 2½ | 2  | 3  | 3  | 2½ | 2½ | 4  | 2½ | 1½   | 33   | 21 | 9    | 3    | 2    |
| 20    | Філіппіни | 1½ | 2½ | 3  | ×  | 1½ | 2½ | ½  | 2  | 3½ | 2½ | 1  | 2  | 3  | 2½ | 3½ |      | 31½  | 18 | 8    | 2    | 4    |
| 21    | Норвегія  | 1  | ½  | 1½ | 2½ | ×  | 1  | 1½ | 3  | 3  | 2  | 2  | 3½ | 3  | 3  | 3  | 1    | 30½  | 16 | 7    | 2    | 5    |
| 22    | Куба      | 2  | 2  | 1½ | 1½ | 3  | ×  | 3  | 1½ | 2½ | 2  | 2½ | 2  | 2  | 2  | 2½ | 2½   | 30   | 16 | 5    | 6    | 3    |
| 23    | Австрія   | 1½ | 1½ | 2  | 3½ | 2½ | 1  | ×  | 2  | 2½ | 2½ | 1½ | 1  | 3½ | 2  | 3  | 3    | 30   | 15 | 6    | 3    | 5    |
| 24    | Ісландія  | ½  | 1  | 1½ | 2  | 1  | 2½ | 2  | ×  | 2  | 3  | 2½ | 2½ | 2  | 2½ | 4  | 3½   | 29   | 16 | 6    | 4    | 4    |
| 25    | Колумбія  | 1½ | 2  | 2  | ½  | 1  | 1½ | 1½ | 2  | ×  | 2  | 3  | 2  | 2½ | 2½ | 3  | 2½   | 27   | 13 | 4    | 5    | 5    |
| 26    | Індонезія | ½  | ½  | 1  | 1½ | 2  | 2  | 1½ | 1  | 2  | ×  | 3½ | 1½ | 3  | 4  | 1½ | 2    | 25½  | 9  | 3    | 3    | 8    |
| 27    | Італія    | 1  | 1½ | 1  | 3  | 2  | 1½ | 2½ | 1½ | 1  | ½  | ×  | 1  | 2½ | 2  | 4  | 1½   | 25   | 10 | 4    | 2    | 8    |
| 28    | Монголія  | 1  | 1  | 1½ | 2  | ½  | 2  | 3  | 1½ | 2  | 2½ | 3  | ×  | 1  | 2½ | 1  |      | 24½  | 11 | 4    | 3    | 7    |
| 29    | Греція    | 1  | ½  | 1½ | 1  | 1  | 2  | ½  | 2  | 1½ | 1  | 1½ | 3  | ×  | 2½ | 2  |      | 21   | 7  | 2    | 3    | 9    |
| 30    | Бельгія   | 2½ | 1  | 0  | 1½ | 1  | 2  | 2  | 1½ | 1½ | 0  | 2  | 1½ | 1½ | ×  | 2½ | 1    | 20½  | 7  | 2    | 3    | 9    |
| 31    | Перу      | 1½ | 2  | 1½ | ½  | 1  | 1½ | 1  | 0  | 1  | 2½ | 0  | 3  | 2  | 1½ | ×  |      | 19   | 6  | 2    | 2    | 10   |
| -     | Албанія   | 1½ | 0  | 2½ | -  | 3  | 1½ | 1  | ½  | 1½ | 2  | 2½ | -  | -  | 3  | -  | ×    | -    | -  | -    | -    | -    |

### Фінал С
У фіналі С найкращою була команда Австралії.
| Місце | Команда                  | 32 | 33 | 34 | 35 | 36 | 37 | 38 | 39 | 40 | 41 | 42 | 43 | 44 | 45 | 46 | 47 | Очки | КО | КПер | КНіч | КПор |
| ----- | ------------------------ | -- | -- | -- | -- | -- | -- | -- | -- | -- | -- | -- | -- | -- | -- | -- | -- | ---- | -- | ---- | ---- | ---- |
| 32    | Австралія                | ×  | 3  | 2  | 3  | 2  | 3½ | 3½ | 3  | 3  | 4  | 3  | 2½ | 3  | 3  | 2½ | 4  | 45   | 28 | 13   | 2    | 0    |
| 33    | Фінляндія                | 1  | ×  | 3  | 2  | 2  | 3½ | 2½ | 3  | 2  | 3½ | 2½ | 3½ | 2½ | 3  | 4  | 4  | 42   | 25 | 11   | 3    | 1    |
| 34    | Шотландія                | 2  | 1  | ×  | 2  | 2½ | 2½ | 2½ | 1½ | 3  | 2½ | 2  | 2½ | 3½ | 3½ | 4  | 4  | 39   | 23 | 10   | 3    | 2    |
| 35    | Іран                     | 1  | 2  | 2  | ×  | 3½ | 3  | 1  | 1½ | 2½ | 3  | 3  | 3  | 3  | 3½ | 3  | 2½ | 37½  | 22 | 10   | 2    | 3    |
| 36    | Бразилія                 | 2  | 2  | 1½ | ½  | ×  | 1½ | 2  | 2½ | 3  | 2½ | 2  | 2  | 3½ | 3  | 4  | 3½ | 35½  | 19 | 7    | 5    | 3    |
| 37    | Португалія               | ½  | ½  | 1½ | 1  | 2½ | ×  | 1½ | 3½ | 2  | 2½ | 2  | 2½ | 2  | 4  | 3  | 3½ | 32½  | 17 | 7    | 3    | 5    |
| 38    | Туреччина                | ½  | 1½ | 1½ | 3  | 2  | 2½ | ×  | 1½ | 3½ | 4  | 1  | 2  | 1½ | 2  | 2  | 2½ | 31   | 14 | 5    | 4    | 6    |
| 39    | Ірландія                 | 1  | 1  | 2½ | 2½ | 1½ | ½  | 2½ | ×  | 2½ | 1  | 2  | 2  | 2  | 1½ | 3½ | 2½ | 28½  | 15 | 6    | 3    | 6    |
| 40    | Пуерто-Рико              | 1  | 2  | 1  | 1½ | 1  | 2  | ½  | 1½ | ×  | 2½ | 4  | 2½ | 2  | 3½ | 2  | 1½ | 28½  | 12 | 4    | 4    | 7    |
| 41    | Мексика                  | 0  | ½  | 1½ | 1  | 1½ | 1½ | 0  | 3  | 1½ | ×  | 3  | 3  | 2  | 3  | 2  | 3  | 26½  | 12 | 5    | 2    | 8    |
| 42    | Туніс                    | 1  | 1½ | 2  | 1  | 2  | 2  | 3  | 2  | 0  | 1  | ×  | 2  | 1½ | 2  | 2½ | 3  | 26½  | 12 | 3    | 6    | 6    |
| 43    | Уельс                    | 1½ | ½  | 1½ | 1  | 2  | 1½ | 2  | 2  | 1½ | 1  | 2  | ×  | 2  | 2½ | 2  | 3½ | 26½  | 10 | 2    | 6    | 7    |
| 44    | Нова Зеландія            | 1  | 1½ | ½  | 1  | ½  | 2  | 2½ | 2  | 2  | 2  | 2½ | 2  | ×  | 1  | 2  | 2½ | 25   | 12 | 3    | 6    | 6    |
| 45    | Домініканська Республіка | 1  | 1  | ½  | ½  | 1  | 0  | 2  | 2½ | ½  | 1  | 2  | 1½ | 3  | ×  | 2½ | 2½ | 21½  | 10 | 4    | 2    | 9    |
| 46    | Болівія                  | 1½ | 0  | 0  | 1  | 0  | 1  | 2  | ½  | 2  | 2  | 1½ | 2  | 2  | 1½ | ×  | 2  | 19   | 6  | 0    | 6    | 9    |
| 47    | Японія                   | 0  | 0  | 0  | 1½ | ½  | ½  | 1½ | 1½ | 2½ | 1  | 1  | ½  | 1½ | 1½ | 2  | ×  | 15½  | 3  | 1    | 1    | 13   |

### Фінал D
У фіналі D повну перевагу мала команда Франції, яку очолював Россолімо, що повернувся із США. Досвідчений гросмейстер показав, однак, досить скромний результат. До курйозів слід віднести єдину поразку французів від команди Фарерських островів, їхній капітан, бельгієць О'Келлі, помилково заповнив заявку команди на другий тур, внаслідок чого два учасники французької команди, що з'явилися на гру, не мали права грати, а ті, хто повинен був грати, спокійно прогулювалися по Скоп'є. Їх так і не змогли вчасно знайти, тому французам у двох партіях зарахували поразки.
| Місце | Команда                         | 48 | 49 | 50 | 51 | 52 | 53 | 54 | 55 | 56 | 57 | 58 | 59 | 60 | 61 | 62 | Очки | КО | КПер | КНіч | КПор |
| ----- | ------------------------------- | -- | -- | -- | -- | -- | -- | -- | -- | -- | -- | -- | -- | -- | -- | -- | ---- | -- | ---- | ---- | ---- |
| 48    | Франція                         | ×  | 2  | 3  | 4  | 3  | 4  | 1½ | 2½ | 3½ | 3  | 4  | 4  | 4  | 4  | 4  | 46½  | 25 | 12   | 1    | 1    |
| 49    | Сінгапур                        | 2  | ×  | 3½ | 3  | 3½ | 3  | 2½ | 3½ | 2½ | 3  | 3½ | 2½ | 4  | 3  | 3  | 42½  | 27 | 13   | 1    | 0    |
| 50    | Мальта                          | 1  | ½  | ×  | 2½ | 3  | 1  | 3½ | 2½ | 2  | 2½ | 2½ | 2  | 3½ | 3  | 2½ | 32   | 20 | 9    | 2    | 3    |
| 51    | Гонконг                         | 0  | 1  | 1½ | ×  | 1½ | 2½ | 3½ | 1½ | 2  | 2½ | 3  | 3  | 3½ | 2½ | 2½ | 30½  | 17 | 8    | 1    | 5    |
| 52    | Ліван                           | 1  | ½  | 1  | 2½ | ×  | 2  | 2½ | 2½ | 2  | 2  | 2  | 3  | 2½ | 3  | 3½ | 30   | 18 | 7    | 4    | 3    |
| 53    | Люксембург                      | 0  | 1  | 3  | 1½ | 2  | ×  | 2  | 3  | 2½ | 3½ | 2  | 3  | ½  | 2½ | 3  | 29½  | 17 | 7    | 3    | 4    |
| 54    | Фарерські острови               | 2½ | 1½ | ½  | ½  | 1½ | 2  | ×  | 1½ | 3½ | 2½ | 2½ | 2½ | 2  | 2½ | 3½ | 29   | 16 | 7    | 2    | 5    |
| 55    | Сирія                           | 1½ | ½  | 1½ | 2½ | 1½ | 1  | 2½ | ×  | 2  | 1  | 1½ | 2½ | 3½ | 3½ | 3  | 28   | 13 | 6    | 1    | 7    |
| 56    | Кіпр                            | ½  | 1½ | 2  | 2  | 2  | 1½ | ½  | 2  | ×  | 2½ | 2  | 2½ | 3  | 2½ | 3  | 27½  | 15 | 5    | 5    | 4    |
| 57    | Марокко                         | 1  | 1  | 1½ | 1½ | 2  | ½  | 1½ | 3  | 1½ | ×  | 2½ | 2½ | 1½ | 2  | 4  | 26   | 10 | 4    | 2    | 8    |
| 58    | Андорра                         | 0  | ½  | 1½ | 1  | 2  | 2  | 1½ | 2½ | 2  | 1½ | ×  | 2½ | 1  | 2½ | 3½ | 24   | 11 | 4    | 3    | 7    |
| 59    | Малайзія                        | 0  | 1½ | 2  | 1  | 1  | 1  | 1½ | 1½ | 1½ | 1½ | 1½ | ×  | 2½ | 2½ | 4  | 23   | 7  | 3    | 1    | 10   |
| 60    | Гернсі                          | 0  | 0  | ½  | ½  | 1½ | 3½ | 2  | ½  | 1  | 2½ | 3  | 1½ | ×  | 1½ | 2½ | 20½  | 9  | 4    | 1    | 9    |
| 61    | Ірак                            | 0  | 1  | 1  | 1½ | 1  | 1½ | 1½ | ½  | 1½ | 2  | 1½ | 1½ | 2½ | ×  | 3½ | 20½  | 5  | 2    | 1    | 11   |
| 62    | Американські Віргінські Острови | 0  | 1  | 1½ | 1½ | ½  | 1  | ½  | 1  | 1  | 0  | ½  | 0  | 1½ | ½  | ×  | 10½  | 0  | 0    | 0    | 14   |

## Закриття
Ввечері 13 жовтня в Універсальному залі Скоп'є відбулося урочисте закриття XX чоловічої і V жіночої Олімпіад. На великі п'єдестали пошани, що розмістилися з обох боків сцени, піднялися переможці обох турнірів. Голова оргкомітету Д. Ставрев вручив золоті медалі командам СРСР (чоловічій та жіночій). Потім на трибуні Д. Ставрев вручив капітанам команд СРСР перехідні Кубки ФІДЕ. Кубок Гамільтона-Рассела одержує П. Керес, Кубок Віри Менчик — А. Гіпсліс. Крім того, чоловіча команда була відзначена спеціальним призом Оргкомітету за перемогу на ювілейній, XX Олімпіаді.
Після урочистого закриття голова зборів Македонії Н. Мінчев влаштував прийом для учасників олімпіад. Тут було вручено призи за найкращі результати на шахівницях. Заохочувальними нагородами за високі досягнення було відзначено Хюбнера, Любоєвича та Брауна (Австралія).